# WR 20a
WR 20a — система из двух звёзд в созвездии Киля вблизи молодого, массивного скопления Westerlund 2. Была обнаружена в 2004 году и является одной из самых массивных известных двойных систем, для которых масса компонентов была точно измерена. Каждая звезда в системе имеет массу около восьмидесяти солнечных.
Не выяснено, почему эта система находится далеко от центра скопления. Вполне возможно, что она была сформирована в ядре, но затем выброшена оттуда из-за динамических гравитационных взаимодействий.
Период обращения звёзд в этой системе составляет 3,675 дня. Несмотря на то, что звёзды находятся на очень тесной орбите, звёзды в системе разделены.
Ожидается, что в течение миллиона лет звёзды расширятся и вступят в контакт. На поверхности звёзд определяется большое количество азота, примерно в шесть раз более отмеченного на Солнце. Этот азот, вероятно, производится в более глубоких слоях звезды и прижат к поверхности из-за вращательного перемешивания.
Столкновение между двумя звёздными ветрами в системе было обнаружено в видимой области спектра, а также в рентгеновских лучах.